# Черукури Раджкумар
Черукури Раджкумар, более известный как товарищ Азад (14 мая 1954 — 1 июля 2010) — индийский революционер, член Политбюро Коммунистической партии Индии (маоистской), ответственный за связи КПИ (маоистской) со СМИ и общественными организациями.

## Биография
Родился 14 мая 1954 года в семье крупного землевладельца в Андхра-Прадеше. В 1972 году, будучи студентом, присоединился к наксалитской Коммунистической партии Индии (марксистско-ленинской). В 1975 году принял активное участие в создании Радикального студенческого союза и был избран главой его варангальского отделения. В 1976 году провёл 6 месяцев в тюрьме. В 1978 году избран главой Радикального студенческого союза всего штата. В 1980 году перешёл на нелегальное положение. В 2001 году избран в ЦК Группы народной войны. В 2004 году сыграл важную роль в объединении маоистских организаций в единую партию. Убит полицейскими 1 июля 2010 года недалеко от Адилабада.